# Varicellovirus
Varicellovirus (лат.) — род вирусов из подсемейства альфагерпесвирусов (Аlphaherpesvirinae) семейства герпесвирусов (Herpesviridae).
Вызывают заболевания у различных животных и человека, в том числе:
- Варицелла-зостер является возбудителем ветряной оспы у детей и опоясывающего лишая взрослых.
- Вирус герпеса свиней 1 приводит к возникновению у домашних животных болезни Ауески или псевдобешенства, которое способно передаваться людям.

## Классификация
По данным Международного комитета по таксономии вирусов (ICTV), на май 2016 г. в род включают 19 видов:
- Bovine alphaherpesvirus 1 [syn. Bovine herpesvirus 1] — Вирус герпеса КРС 1, или вирус инфекционного ринотрахеита КРС[3]
- Bovine alphaherpesvirus 1
- Bovine alphaherpesvirus 5
- Bubaline alphaherpesvirus 1
- Canid alphaherpesvirus 1
- Caprine alphaherpesvirus 1
- Cercopithecine alphaherpesvirus 9
- Cervid alphaherpesvirus 1
- Cervid alphaherpesvirus 2
- Cervid alphaherpesvirus 3
- Equid alphaherpesvirus 1
- Equid alphaherpesvirus 3
- Equid alphaherpesvirus 4
- Equid alphaherpesvirus 8
- Equid alphaherpesvirus 9
- Felid alphaherpesvirus 1
- Human alphaherpesvirus 3
- Monodontid alphaherpesvirus 1
- Phocid alphaherpesvirus 1
- Suid alphaherpesvirus 1